# 피리폼
피리폼(Piriform)은 런던에 위치한 영국의 소프트웨어 기업으로, 2018년부터 어베스트가 소유하고 있다. 이 기업은 마이크로소프트 윈도우, macOS, 안드로이드 운영 체제용 클리닝 및 최적화 도구를 개발하고 있으며, 여기에는 CCleaner, CCleaner 브라우저, 디프래글러, 리커바, Speccy가 포함된다.
2015년 9월 22일, 피리폼은 컴퓨터를 원격으로 유지관리하기 위한 도구인 CCleaner Cloud를 시작했다.